# Timo Nurmos
Timo Juhani Nurmos, född 1 augusti 1959 i Kemi, är en finländsk travtränare och före detta travkusk. Han är sedan 2002 verksam i Tullinge i Stockholms län och har Solvalla som hemmabana. Han utsågs till "Årets Tränare" 2006.
Han har över 100 hästar i träning. Hans vinstrikaste och mest kända häst är Readly Express, som med kusken Björn Goop segrade i världens största travlopp Prix d'Amérique (2018). Han har även tränat stjärnhästar som Sahara Dynamite, Red Hot Dynamite, Vala Boko, Target Hoss, Mellby Viking, Chelsea Boko, Zenit Brick, Villiam, Urlo dei Venti, Global Trustworthy, Brother Bill, Seismic Wave och Calgary Games.

## Karriär
Timo Nurmos tog körlicens som travkusk som 16-åring (1975). Samma år vann han banchampionatet på hemmabanan i Torneå. Han tog bland annat flera segrar med kallblodstravaren Tarama, som tränades av hans far Kyösti. Det blev dock inga fler banchampionat, då han redan tidigt fann tränandet av travhästar intressantare än körandet av lopp, varför han anlitade vännen Jorma Kontio som kusk åt sina hästar. Efter 20 år som travtränare i Finland flyttade han verksamheten till Solvalla i Stockholm. Den 1 januari 2002 erhöll han svensk tränarlicens.
Nurmos är idag en av världens främsta tränare, med över 100 hästar i träning och tusentals segrar. Han utsågs till "Årets Tränare" vid Hästgalan 2007 för sina framgångar under 2006. Han har under karriären vunnit bland annat Svenskt Travderby (2008, 2011, 2016, 2021), Grand Prix l’UET (2016, 2018, 2021), Svenskt Trav-Kriterium (2006, 2007, 2009, 2012, 2015, 2017, 2018, 2023), Derbystoet (2006, 2015), Prix d'Amérique (2018), Prix de France (2019) och Grand Critérium de Vitesse (2019).

## Segrar i större lopp

### Grupp 1-lopp
| År   | Lopp                           | Häst               | Kusk             |
| ---- | ------------------------------ | ------------------ | ---------------- |
| 1996 | Finskt Travderby               | Louise Laukko      | Jorma Kontio     |
| 1999 | Finskt Travderby               | Obelix Laukko      | Jorma Kontio     |
| 2005 | Suur-Hollola-loppet            | Cold Hard Wind     | Jorma Kontio     |
| 2006 | Derbystoet                     | Patricia du Ling   | Jorma Kontio     |
| 2006 | Svenskt Travkriterium          | Marquis du Pommeau | Örjan Kihlström  |
| 2006 | Svenskt Trav-Oaks              | Early Southwind    | Björn Goop       |
| 2006 | Breeders' Crown, 3-åriga ston  | Vala Boko          | Jorma Kontio     |
| 2007 | Suur-Hollola-loppet            | Gold Strike        | Jorma Kontio     |
| 2007 | Stochampionatet                | Vala Boko          | Jorma Kontio     |
| 2007 | Svenskt Travkriterium          | Sahara Dynamite    | Örjan Kihlström  |
| 2007 | Breeders' Crown, 3-åriga h/v   | Sahara Dynamite    | Jorma Kontio     |
| 2008 | Svenskt Travderby              | Sahara Dynamite    | Jorma Kontio     |
| 2008 | Finskt Travkriterium           | Target Hoss        | Jorma Kontio     |
| 2008 | Breeders' Crown, 3-åriga h/v   | Yield Boko         | Björn Goop       |
| 2008 | Breeders' Crown, 4-åriga h/v   | Sahara Dynamite    | Jorma Kontio     |
| 2009 | Suur-Hollola-loppet            | Bob Hope           | Jorma Kontio     |
| 2009 | E3-final (långa), h/v          | Red Hot Dynamite   | Jorma Kontio     |
| 2009 | E3-final (korta), h/v          | Red Hot Dynamite   | Jorma Kontio     |
| 2009 | Finskt Travderby               | Target Hoss        | Jorma Kontio     |
| 2009 | Svenskt Travkriterium          | Red Hot Dynamite   | Jorma Kontio     |
| 2009 | Breeders' Crown, 3-åriga h/v   | Red Hot Dynamite   | Jorma Kontio     |
| 2009 | Breeders' Crown, 4-åriga h/v   | Yield Boko         | Björn Goop       |
| 2010 | Suur-Hollola-loppet            | Bob Hope           | Jorma Kontio     |
| 2010 | E3-final (långa), h/v          | Amaru Boko         | Jorma Kontio     |
| 2010 | Europeiskt femåringschampionat | Yield Boko         | Björn Goop       |
| 2010 | Finskt Travkriterium           | Embassy Caviar     | Jorma Kontio     |
| 2011 | Suur-Hollola-loppet            | Target Hoss        | Jorma Kontio     |
| 2011 | Finskt Travderby               | Seabiscuit         | Jorma Kontio     |
| 2011 | Svenskt Travderby              | Beau Mec           | Torbjörn Jansson |
| 2012 | E3-final (långa), h/v          | Chelsea Boko       | Jorma Kontio     |
| 2012 | Svenskt Travkriterium          | Chelsea Boko       | Jorma Kontio     |
| 2012 | Breeders' Crown, 4-åriga ston  | Miss Beniss        | Björn Goop       |
| 2015 | Derbystoet                     | Evin Boko          | Jorma Kontio     |
| 2015 | Svenskt Travkriterium          | Readly Express     | Jorma Kontio     |
| 2016 | Svenskt Travderby              | Readly Express     | Jorma Kontio     |
| 2016 | Grand Prix l’UET               | Readly Express     | Jorma Kontio     |
| 2017 | Jubileumspokalen               | Readly Express     | Jorma Kontio     |
| 2017 | Europeiskt femåringschampionat | Readly Express     | Jorma Kontio     |
| 2017 | Svenskt Travkriterium          | Villiam            | Jorma Kontio     |
| 2018 | Prix d'Amérique                | Readly Express     | Björn Goop       |
| 2018 | Åby Stora Pris                 | Readly Express     | Jorma Kontio     |
| 2018 | Finskt Travderby               | Hachiko de Veluwe  | Jorma Kontio     |
| 2018 | Svenskt Travkriterium          | Inti Boko          | Johnny Takter    |
| 2018 | Grand Prix l’UET               | Villiam            | Jorma Kontio     |
| 2019 | Prix de France                 | Readly Express     | Björn Goop       |
| 2019 | Grand Critérium de Vitesse     | Readly Express     | Björn Goop       |
| 2019 | Finlandialoppet                | Readly Express     | Björn Goop       |
| 2019 | Suur-Hollola-loppet            | Hachiko de Veluwe  | Jorma Kontio     |
| 2019 | Breeders' Crown, 3-åriga h/v   | Brother Bill       | Jorma Kontio     |
| 2020 | Finskt Travkriterium           | Sahara Jaeburn     | Jorma Kontio     |
| 2021 | Svenskt Travderby              | Calgary Games      | Jorma Kontio     |
| 2021 | Svenskt Trav-Oaks              | Lara Boko          | Mika Forss       |
| 2021 | Grand Prix l’UET               | Calgary Games      | Jorma Kontio     |
| 2022 | Svenskt Trav-Oaks              | Bonneville W.I.    | Ulf Ohlsson      |
| 2023 | Svenskt Trav-Oaks              | Adriatica          | Magnus A. Djuse  |
| 2023 | Svenskt Travkriterium          | Fame and Glory     | Björn Goop       |